# Bezdead
Bezdead est une commune du județ de Dâmbovița en Roumanie.